# Michael Sean Coulthard
Michael Sean Coulthard (Syracuse (New York), 8 december 1968), beter bekend als Michael Cole, is een Amerikaans worstelcommentator en voormalig journalist die sinds 1997 actief is in de World Wrestling Entertainment. Sinds 2020 vervult hij zijn rol als Vice President of Announcing. Hij heeft meerdere rollen vervuld als commentator gedurende zijn meer dan twee decennia carrière, om te beginnen met WWF LiveWire.

## Film

### Film
| Jaar | Titel                                         | Rol               |
| ---- | --------------------------------------------- | ----------------- |
| 2014 | Scooby-Doo! WrestleMania Mystery              | Hemzelf           |
| 2016 | Scooby-Doo! and WWE: Curse of the Speed Demon | Hemzelf           |
| 2017 | Surf's Up 2: WaveMania                        | Zeemeeuw, Hemzelf |
| 2017 | The Jetsons & WWE: Robo-WrestleMania!         | Hemzelf           |

### Web
| Jaar      | Titel                                     | Rol     |
| --------- | ----------------------------------------- | ------- |
| 2012–2015 | The JBL & Renee Show                      | Hemzelf |
| 2013–2016 | Michael Cole's Weekly Sit-Down Interviews | Hemzelf |

### WWE Network
| Jaar | Titel                       | Rol     |
| ---- | --------------------------- | ------- |
| 2016 | WWE 24: Thank You Daniel    | Hemzelf |
| 2016 | WWE 24: WrestleMania Monday | Hemzelf |

## Privé
Coulthard is sinds 1987 getrouwd met Yolanda en samen hebben ze twee geadopteerde kinderen.

## Prestaties
- The Baltimore Sun
  - Non-Wrestling Performer of the Year (2010)
- World Wrestling Entertainment
  - Slammy Award (4 keer)
    - "Oh My" Moment of the Year (2009)
    - "And I Quote..." Line of the Year (2010)
    - Most Regrettable Attire of the Year (2011) Verkleedde als Triple H
    - Favorite Web Show of the Year (2013) – met John "Bradshaw" Layfield (JBL) en Renee Young voor The JBL & Cole Show
- Wrestling Observer Newsletter
  - Worst Gimmick (2011)
  - Worst Television Announcer (2001, 2009–2012, 2020)
- WrestleCrap
  - Gooker Award (2011) Antics door de jaren heen